# Koudekerk aan den Rijn
Koudekerk aan den Rijn (52° 08′ N, 4° 36′ L) (Português: Igreja Gelada no Reno) é uma vila dos Países Baixos, na província de Holanda do Sul. Koudekerk aan den Rijn pertence ao município de Rijnwoude, e está situada a 4 km, a oeste de Alphen aan de Rijn.
A vila de Koudekerk aan den Rijn tem uma população de cerca de 3730 habitantes.
A área de Koudekerk aan den Rijn, que também inclui as partes periféricas da cidade, bem como a zona rural circundante, tem uma população estimada em 4280 habitantes.
Koudekerk aan den Rijn foi um município separado até 1991, quando se tornou parte de Rijnwoude. Até 1938, foi conhecido como Koudekerk.
Armin van Buuren, um dos mais famosos DJs de trance, cresceu em Koudekerk aan den Rijn.